# آرثر سيسيس
آرثر سيسيس (بالإنجليزية: Arthur Sissis) مواليد 15 يونيو 1995 في أديليد، هو متسابق دراجات نارية أسترالي. نافس في سباقات بطولة العالم لفئة 125 سي سي.

## النتائج

### حسب الموسم
| الموسم | الفئة     | الدراجة  | السباق | الفوز | المنصة | الانطلاق | أسرع لفة | النقاط | الترتيب |
| ------ | --------- | -------- | ------ | ----- | ------ | -------- | -------- | ------ | ------- |
| 2011   | 125 سي سي | أبريليا  | 1      | 0     | 0      | 0        | 0        | 0      | ن.غ.م   |
| 2012   | موتو 3    | كي تي إم | 17     | 0     | 1      | 0        | 0        | 84     | 12      |
| 2013   | موتو 3    | كي تي إم | 17     | 0     | 0      | 0        | 0        | 59     | 15      |
| 2014   | موتو 3    | ماهيندرا | 10     | 0     | 0      | 0        | 0        | 3      | 29      |
| إجمالي |           |          | 45     | 0     | 1      | 0        | 0        | 146    |         |

### السباقات حسب السنة
(مفتاح)
| السنة | الفئة  | الدراجة  | 1        | 2               | 3            | 4            | 5           | 6           | 7           | 8          | 9            | 10         | 11          | 12            | 13         | 14         | 15          | 16         | 17        | 18     | مركز  | نقاط |
| ----- | ------ | -------- | -------- | --------------- | ------------ | ------------ | ----------- | ----------- | ----------- | ---------- | ------------ | ---------- | ----------- | ------------- | ---------- | ---------- | ----------- | ---------- | --------- | ------ | ----- | ---- |
| 2011  | 125 cc | أبريليا  | قطر      | إسبانيا         | البرتغال     | فرنسا        | كتالونيا    | بريطانيا    | هولندا      | إيطاليا    | ألمانيا      | تشيك       | إنديانا     | سان مارينو    | أرغون      | اليابان    | أستراليا    | ماليزيا 20 | بلنسية    |        | ن.غ.م | 0    |
| 2012  | موتو 3 | كي تي إم | قطر 7    | إسبانيا ل.ين    | البرتغال 13  | فرنسا 5      | كتالونيا 22 | بريطانيا 8  | هولندا 16   | ألمانيا 9  | إيطاليا ل.ين | إنديانا 11 | تشيك 14     | سان مارينو 10 | أرغون 9    | اليابان 11 | ماليزيا 11  | أستراليا 3 | بلنسية 19 |        | 12    | 84   |
| 2013  | موتو 3 | كي تي إم | قطر 8    | الأمريكتان 12   | إسبانيا 12   | فرنسا 13     | إيطاليا 18  | كتالونيا 10 | هولندا 8    | ألمانيا 10 | إنديانا 6    | تشيك 14    | بريطانيا 24 | سان مارينو 15 | أرغون 9    | ماليزيا 19 | أستراليا 16 | اليابان 16 | بلنسية 18 |        | 15    | 59   |
| 2014  | موتو 3 | ماهيندرا | قطر ل.يب | الأمريكتان ل.ين | الأرجنتين 22 | إسبانيا ل.ين | فرنسا 17    | إيطاليا 17  | كتالونيا 18 | هولندا 21  | ألمانيا 13   | إنديانا 21 | تشيك 26     | بريطانيا      | سان مارينو | أرغون      | اليابان     | أستراليا   | ماليزيا   | بلنسية | 29    | 3    |

## روابط خارجية
- آرثر سيسيس على موقع MotoGP.com (الإنجليزية)